# Шитьковский сельсовет
Шитьковский сельсовет — упразднённая административно-территориальная единица, существовавшая на территории Московской губернии и Московской области до 1939 года.
Шитьковский с/с был образован в первые годы советской власти. В 1921 году он входил в состав Судниковской волости Волоколамского уезда Московской губернии.
В 1924 году из Шитьковского с/с был выделен Соснинский с/с.
По данным 1926 года в состав Шитьковского с/с входили 3 населённых пункта — Казаново, деревня Шитьково и посёлок Шитьково.
В 1929 году Шитьковский с/с был отнесён к Волоколамскому району Московского округа Московской области. При этом к нему был присоединён Власьевский с/с.
4 января 1939 года Шитьковский с/с был передан в новообразованный Осташёвский район.
17 июля 1939 года Шитьковский с/с был упразднён. При этом селения Власьево, Соснино и Юрьево были переданы в Таболовский с/с, а Шитьково — в Данилковский с/с.